# Peukalo (ö i Nyslott)
Peukalo är en ö i Finland. Den ligger i sjön Puruvesi och i kommunen Nyslott i  landskapet Södra Savolax, i den sydöstra delen av landet, 300 km nordost om huvudstaden Helsingfors. Öns area är 9,7 hektar och dess största längd är 440 meter i nord-sydlig riktning.